# Коты не танцуют
«Коты́ не танцу́ют» (англ. Cats Don't Dance) — полнометражный музыкальный мультипликационный фильм, выпущенный на студии Warner Brothers в 1997 году.
Действие мультфильма происходит в мире, где одновременно существуют обычные люди и антропоморфные животные. Главный герой — кот Дэ́нни, который решил отправиться «покорять» Голливуд.
Кота Дэнни озвучил Скотт Бакула, а его подругу кошку Сойер — Жасмин Гай. Режиссёр фильма — Марк Диндал. Песни были написаны Рэнди Ньюманом, а хореография — Джина Келли.

## Сюжет
Амбициозный молодой кот по имени Дэнни отправляется в Голливуд, так как больше всего на свете мечтает стать звездой киноэкрана. Прибыв в город, Дэнни находит агентство по найму актёров-животных. В нём он встречает других клиентов, а также кошку Сойер, работающую здесь секретаршей. С Дэнни заключают контракт и дают ему крохотную роль. Главную же роль в фильме играет Дарла Димпл — «сущий ангелочек» и любительница животных. На самом деле Дарла — очень эгоистичная и жестокая девочка, но ради своего места она скрывает это от окружающих.
Дэнни изумляет, что в нём не рассмотрели гигантский потенциал и не позволили оказаться в первых рядах. На съёмках он не выдерживает и начинает мяукать и танцевать, затмевая собой главную героиню. Дарла устраивает страшный скандал, и съёмочная группа вынужденно соглашается с её требованиями. Им приходится терпеть её выходки, потому что только она может привести фильм к успеху. Дэнни же в это время получает «урок воспитания» от Макса, огромного слуги Дарлы. Позднее, недоумевая по поводу того, что его планы не так легко осуществить, как он себе представлял, он узнаёт, что другие животные тоже приехали в Голливуд со своими мечтами, но люди считают их никем, и они так и не смогли их исполнить. Даже Сойер когда-то хорошо танцевала, но впоследствии из-за отсутствия предложений стала секретаршей. Дэнни понимает, что не всё так просто, и, тем не менее, воодушевляет друзей на повторную попытку.
Чтобы не допустить успеха животных и не позволить им занять её пьедестал, Дарла идёт на хитрость. Она приглашает кота к себе в особняк и предлагает свою помощь. Ничего не подозревая, Дэнни с радостью соглашается, и животные подготавливаются для выступления перед директором фильма. К великому для них несчастью, Дарла устраивает всё так, что во время выступления на студии происходит полный погром. Директор приходит в ярость и прогоняет со студии всех животных. Дарла на их глазах смеётся над наивностью Дэнни и над их глупыми мечтами сиять в кино наравне с людьми. Животные разочаровываются в Дэнни, не понимая, как он мог быть настолько доверчивым, чтобы поверить этой маленькой коварной особе. Они окончательно падают духом и уходят из студии.
Бедный Дэнни так сильно расстраивается, что решает махнуть на всё и уехать домой. Однако потом он одумывается и возвращается, а затем решается на рискованный шаг: он приглашает своих близких друзей на премьеру фильма и, не сообщив никому, в том числе им самим, готовится к их выступлению после премьеры. За кулисами ему пытается помешать Макс, но коту удаётся удалить его со своего пути. После фильма Дэнни появляется перед зрителями и объявляет, что сейчас перед ними будут выступать животные-актёры и что будто бы это выступление устроила для всех сама Дарла Димпл. Естественно, для спасения репутации ей волей-неволей приходится сделать вид, словно так и есть на самом деле. Во время выступления Дарла пытается всячески помешать действию, но у неё ничего не получается. Наоборот, всё вокруг взрывается, падает и рушится, придавая концерту неповторимость. Дарла окончательно выходит из себя и, не заметив, что к ней случайно прикрепился микрофон, истошно вопит, что ненавидит животных и что это она испортила их выступление на студии. Так всем открывается истинное лицо Дарлы. Она сразу пытается выйти из положения, обняв Дэнни, но это её не спасает. После произошедшего её убирают из кино и делают уборщицей. Директор студии понимает, что у животных всё-таки есть огромный потенциал, и решает задействовать их в фильмах-пародиях. Сойер признаётся Дэнни в любви, и Дэнни отвечает на её чувства.

## Роли озвучивали
- Скотт Бакула — кот Дэнни
- Жасмин Гай — кошка Сойер (вокал Натали Коул)
- Эшли Пелдон[англ.] — Дарла Димпл (вокал Линдсей Райджуэй)
- Кэти Наджими — бегемотиха Тилли
- Джон Рис-Дэвис — слон Вули
- Джордж Кеннеди — руководитель компании мистер Л. Би Маммонт
- Рене Обержонуа — Фланигэн
- Бетти Лу Герсон — Франц Альбакор
- Хэл Холбрук — козёл Крэнстон
- Мэттью Херрид — пингвинёнок Падж[3]
- Дон Ноттс — черепаха
- Фрэнк Уэлкер — директор студии Фарли Уинк
- Дэвид Йохансен — водитель автобуса

## Саундтрек
1. «Our Time Has Come» (Наше время пришло) — Джеймс Ингрэм, Карни Уилсон
2. «I Do Believe» (Я верю) — Уилл Даунинг
3. «Danny’s Arrival Song» (Приезжая песня Дэнни) — Скотт Бакула
4. «Little Boat on the Sea» (Лодочка посреди моря) — Линдсей Райджуэй, Скотт Бакула
5. «Animal Jam» (Давай, дружище, давай!) — Скотт Бакула
6. «Big and Loud» (Большой и громкий) — Линдсей Райджуэй
7. «Tell Me Lies» (Скажи мне неправду) — Натали Коул
8. «Nothing’s Gonna Stop Us Now» (Ничто нас сейчас не остановит) — Натали Коул, Скотт Бакула, Кэти Нажими
9. «Darla’s Premiere» (Выход Дарлы) — Стив Голдштейн
10. «Once Upon a Time…» (Однажды…) — Стив Голдштейн
11. «Danny’s Theme» (Тема Дэнни) — Стив Голдштейн
12. «Farley’s Office» (Офис Фарли) — Стив Голдштейн
13. «Reporting for Work» (Отчёт для работы) — Стив Голдштейн
14. «Max Enters» (Входит Макс) — Стив Голдштейн
15. «Tea Time for Danny» (Чай для Дэнни) — Стив Голдштейн
16. «The Flood» (Наводнение) — Стив Голдштейн
17. «Battle with Max» (Бой с Максом) — Стив Голдштейн
18. «Triumph of the Animals» (Триумф животных) — Стив Голдштейн
19. «Our Time Has Come» (Наше время пришло) [Киноверсия] — Джеймс Ингрэм, Карни Уилсон